# Deutsche Antarktische Expedition 1938/39/Mannschaftsliste
Die Liste enthält alle Expeditionsmitglieder der Deutschen Antarktischen Expedition 1938/39. Falls die Teilnehmer bereits an vorangegangenen Polarexpeditionen teilgenommen haben, ist dies unter „Bemerkungen“ angegeben. Die meisten Besatzungsmitglieder der Schwabenland waren bereits zuvor im Atlantikdienst auf diesem Schiff tätig. Soweit bekannt, waren alle Mitglieder deutscher Nationalität.
| Name                           | Organisation                                      | Aufgabe                                      | Bemerkungen |                             |                             |                             |
| Wissenschaftliches Personal    | Wissenschaftliches Personal                       | Wissenschaftliches Personal                  | Wissenschaftliches Personal | Wissenschaftliches Personal | Wissenschaftliches Personal | Wissenschaftliches Personal |
| ------------------------------ | ------------------------------------------------- | -------------------------------------------- | --- | --------------------------- | --------------------------- | --------------------------- |
| Alfred Ritscher (1879–1963)    | Oberkommando der Marine                           | Expeditionsleiter                            | Teilnehmer der Schröder-Stranz-Expedition 1912–13, Marinepilot im Ersten Weltkrieg                                                                                |                             |                             |                             |
| Ernst Herrmann (1895–1970)     | Gymnasiallehrer, Berlin                           | Geologe, stellvertretender Expeditionsleiter | Private Expeditionen nach Spitzbergen 1937 und Grönland 1938 |                             |                             |                             |
| Herbert Regula (1910–1980)     | Deutsche Seewarte                                 | I. Meteorologe                               | Bordmeteorologe auf dem Katapultschiff Westfalen 1933–34 |                             |                             |                             |
| Heinz Lange (1908–1943)        | Reichsamt für Wetterdienst                        | II. Meteorologe, Spezialist für Radiosonden  | |                             |                             |                             |
| Walter Krüger (1905–1948)      | Reichsamt für Wetterdienst                        | Meteorologieassistent                        | Teilnehmer der Deutschen Atlantischen Expedition 1925–27 |                             |                             |                             |
| Wilhelm Gockel (1908– )        | Marine-Observatorium Wilhelmshaven                | Meteorologieassistent                        | |                             |                             |                             |
| Erich Barkley (1912–1945)      | Reichsanstalt für Fischerei, Institut für Walfang | Biologe                                      | Sieben Monate in antarktischen Gewässern mit dem Walfangschiff C.L. Larsen 1937/38                                                                                |                             |                             |                             |
| Leo Gburek (1910–1941)         | Universität Leipzig, Erdmagnetisches Institut     | Geophysiker                                  | Zwei Expeditionen zum Zwecke geomagnetischer Vermessungen nach Spitzbergen 1937 und 1938 (dort lernte er E. Herrmann kennen)                                      |                             |                             |                             |
| Karl-Heinz Paulsen (1909–1941) | Universität Hamburg                               | Ozeanograph                                  | Walfangsaison auf Jan Wellem 1937/38 |                             |                             |                             |
| Fliegendes Personal            |                                                   |                                              | |                             |                             |                             |
| Rudolf Mayr (1910–1991)        | Deutsche Lufthansa                                | Pilot des Dornier-Flugbootes Passat          | Pilot des Dornier-Wal Perssuak bei der dänischen Expedition nach Nordost-Grönland und Peary Land April–Juni 1938 unter Lauge Koch, später Chefpilot der Lufthansa |                             |                             |                             |
| Franz Preuschoff               | Deutsche Lufthansa                                | Flugzeugmechaniker                           | Gemeinsam mit Mayr Expedition nach Nordost-Grönland und Peary Land April–Juni 1938, später Chef-Flugingenieur der Lufthansa                                       |                             |                             |                             |
| Herbert Ruhnke (1904–1944)     | Deutsche Lufthansa                                | Flugfunker                                   | |                             |                             |                             |
| Max Bundermann (1904– )        | Hansa Luftbild                                    | Luftbildner                                  | Teilnehmer einer NSIU-Expedition nach Nordost-Grönland 1932, auf der er 2109 Luftaufnahmen aus einer Lockheed Vega machte                                         |                             |                             |                             |
| Richardheinrich Schirmacher    | Deutsche Lufthansa                                | Pilot des Dornier-Flugbootes Boreas          | |                             |                             |                             |
| Kurt Loesener                  | Deutsche Lufthansa                                | Flugzeugmechaniker                           | |                             |                             |                             |
| Erich Gruber (1912–1940)       | Deutsche Lufthansa                                | Flugfunker                                   | |                             |                             |                             |
| Siegfried Sauter (1916–2008)   | Hansa Luftbild                                    | Luftbildner                                  | |                             |                             |                             |
| Besatzung der Schwabenland     |                                                   |                                              | |                             |                             |                             |
| Alfred Kottas (1885–1969)      | Deutsche Lufthansa                                | Kapitän                                      | |                             |                             |                             |
| Otto Kraul (1892–1972)         | aus Hamburg                                       | Eislotse                                     | Walfangleiter auf der Jan Wellem 1937/38 |                             |                             |                             |
| Herbert Amelang                | Norddeutscher Lloyd                               | I. Offizier, Stellvertretender Kommandant    | |                             |                             |                             |
| Josef Bludau (1889–1967)       | Norddeutscher Lloyd                               | Schiffsarzt                                  | |                             |                             |                             |
| Karl-Heinz Röbke (1909– )      | Norddeutsche Lloyd                                | II. Offizier                                 | Als NSDAP-Mitglied verantwortlich für die „politische Zuverlässigkeit“ der Expeditionsmitglieder                                                                  |                             |                             |                             |
| Hans Werner Viereck            | Norddeutscher Lloyd                               | III. Offizier                                | |                             |                             |                             |
| Vincenz Grisar                 | Norddeutscher Lloyd                               | IV. Offizier                                 | |                             |                             |                             |
| Erich Harmsen                  | Deutsche Lufthansa                                | Schiffsfunkleiter                            | |                             |                             |                             |
| Kurt Bojahr                    | Deutsche Lufthansa                                | Schiffsfunkoffizier                          | |                             |                             |                             |
| Ludwig Müllermerstadt          | Deutsche Lufthansa                                | Schiffsfunkoffizier                          | |                             |                             |                             |
| Karl Uhlig (1885– )            | Norddeutscher Lloyd                               | Leitender Ingenieur                          | |                             |                             |                             |
| Robert Schulz                  | Norddeutscher Lloyd                               | II. Ingenieur                                | |                             |                             |                             |
| Henry Maas                     | Norddeutscher Lloyd                               | III. Ingenieur                               | |                             |                             |                             |
| Edgar Gäng                     | Norddeutscher Lloyd                               | IV. Ingenieur                                | |                             |                             |                             |
| Hans Nielsen                   | Norddeutscher Lloyd                               | V. Ingenieur                                 | |                             |                             |                             |
| Johann Frey                    | Norddeutscher Lloyd                               | Ingenieurassistent                           | |                             |                             |                             |
| Georg Jelschen                 | Norddeutscher Lloyd                               | Ingenieurassistent                           | |                             |                             |                             |
| Heinz Siewert                  | Norddeutscher Lloyd                               | Ingenieurassistent                           | |                             |                             |                             |
| Herbert Bruns (1908– )         | Atlas Werke                                       | Elektroingenieur                             | |                             |                             |                             |
| Karl-Heinz Bode                | Norddeutscher Lloyd                               | Elektriker                                   | |                             |                             |                             |
| Herbert Bolle                  | Deutsche Lufthansa                                | Werkmeister                                  | |                             |                             |                             |
| Wilhelm Hartmann               | Deutsche Lufthansa                                | Katapultführer                               | |                             |                             |                             |
| Alfred Rücker                  | Deutsche Lufthansa                                | Verwalter des Fluglagers                     | |                             |                             |                             |
| Franz Weiland                  | Deutsche Lufthansa                                | Flugmechaniker                               | |                             |                             |                             |
| Axel Mylius                    | Deutsche Lufthansa                                | Flugmechaniker                               | |                             |                             |                             |
| Wilhelm Lende                  | Deutsche Lufthansa                                | Flugmechaniker                               | |                             |                             |                             |
| Willy Stein                    | Norddeutscher Lloyd                               | Bootsmann                                    | |                             |                             |                             |
| Richard Wehrend                | Norddeutscher Lloyd                               | I. Zimmermann                                | |                             |                             |                             |
| Alfons Schäfer                 | Norddeutscher Lloyd                               | II. Zimmermann                               | |                             |                             |                             |
| Heinz Hoek                     | Norddeutscher Lloyd                               | Matrose                                      | |                             |                             |                             |
| Jürgen Ulpts                   | Norddeutscher Lloyd                               | Matrose                                      | |                             |                             |                             |
| Albert Weber                   | Norddeutscher Lloyd                               | Matrose                                      | |                             |                             |                             |
| Adolf Kunze                    | Norddeutscher Lloyd                               | Matrose                                      | Nahm als Matrose an der Zweiten Deutschen Antarktisexpedition 1911/12 unter Wilhelm Filchner teil                                                                 |                             |                             |                             |
| Karl Hedden                    | Norddeutscher Lloyd                               | Matrose                                      | |                             |                             |                             |
| Eugen Klenck                   | Norddeutscher Lloyd                               | Matrose                                      | |                             |                             |                             |
| Fritz Jedamezyk                | Norddeutscher Lloyd                               | Matrose                                      | |                             |                             |                             |
| Emil Brandt (1900– )           | Norddeutscher Lloyd                               | Matrose                                      | |                             |                             |                             |
| Kurt Ohnemüller                | Norddeutscher Lloyd                               | Matrose                                      | |                             |                             |                             |
| Alfred Peters                  | Norddeutscher Lloyd                               | Leichtmatrose                                | |                             |                             |                             |
| Alex Burtscheid                | Norddeutscher Lloyd                               | Decksjunge                                   | |                             |                             |                             |
| Karl-Heinz Meyer               | Norddeutscher Lloyd                               | Logisjunge                                   | |                             |                             |                             |
| Walter Brinkmann               | Norddeutscher Lloyd                               | Lagerhalter                                  | |                             |                             |                             |
| Dietrich Witte                 | Norddeutscher Lloyd                               | Motorenwärter                                | |                             |                             |                             |
| Erich Kubacki                  | Norddeutscher Lloyd                               | Motorenwärter                                | |                             |                             |                             |
| Walter Dräger                  | Norddeutscher Lloyd                               | Motorenwärter                                | |                             |                             |                             |
| Karl Olbrich                   | Norddeutscher Lloyd                               | Hilfskesselwärter                            | |                             |                             |                             |
| Georg Niemüller                | Norddeutscher Lloyd                               | Hilfskesselwärter                            | |                             |                             |                             |
| Friedrich Mathwig              | Norddeutscher Lloyd                               | Reiniger                                     | |                             |                             |                             |
| Ferdinand Dunekamp             | Norddeutscher Lloyd                               | Reiniger                                     | |                             |                             |                             |
| Erwin Steinmetz                | Norddeutscher Lloyd                               | Reiniger                                     | |                             |                             |                             |
| Herbert Callis                 | Norddeutscher Lloyd                               | Reiniger                                     | |                             |                             |                             |
| Helmut Dulatschow              | Norddeutscher Lloyd                               | Backschafter                                 | |                             |                             |                             |
| Otto Sieland                   | Norddeutscher Lloyd                               | I. Koch                                      | |                             |                             |                             |
| Fritz Troe                     | Norddeutscher Lloyd                               | II. Koch                                     | |                             |                             |                             |
| Gottfried Thole                | Norddeutscher Lloyd                               | Kochsmaat und Bäcker                         | |                             |                             |                             |
| Ferdinand Wolf                 | Norddeutscher Lloyd                               | Kochsmaat und Schlachter                     | |                             |                             |                             |
| Hans Büttner                   | Norddeutscher Lloyd                               | Küchenjunge                                  | |                             |                             |                             |
| Willi Reeps                    | Norddeutscher Lloyd                               | I. Steward                                   | |                             |                             |                             |
| Wilhelm Malyska                | Norddeutscher Lloyd                               | Steward                                      | |                             |                             |                             |
| Rudolf Stawicki                | Norddeutscher Lloyd                               | Steward                                      | |                             |                             |                             |
| Willi Fröhling                 | Norddeutscher Lloyd                               | Messesteward                                 | |                             |                             |                             |
| Johann van de Logt             | Norddeutscher Lloyd                               | Messesteward                                 | |                             |                             |                             |
| Rudolf Burghard                | Norddeutscher Lloyd                               | Messesteward                                 | |                             |                             |                             |
| Rolf Oswald                    | Norddeutscher Lloyd                               | Messejunge                                   | |                             |                             |                             |
| Johann Bates                   | Norddeutscher Lloyd                               | Messejunge                                   | |                             |                             |                             |
| weitere Mitarbeiter            |                                                   |                                              | |                             |                             |                             |
| Herbert Todt (1911–2003)       | Angestellter der Expedition 1938 bis 1941         | Sekretär der Expedition                      | |                             |                             |                             |
| Ilse Uhlmann (1916–1997)       | Angestellte der Expedition                        | Sekretärin                                   | spätere Ehefrau von Alfred Ritscher |                             |                             |                             |